# Brian G. Hutton
Brian Geoffrey Hutton (ur. 1 stycznia 1935 w Nowym Jorku, zm. 19 sierpnia 2014 w Los Angeles) – amerykański reżyser i aktor filmowy.
Znany przede wszystkim jako twórca dwóch głośnych filmów wojennych z gwiazdorską obsadą. Były to: Tylko dla orłów z 1968 z Richardem Burtonem, Clintem Eastwoodem i Mary Ure oraz Złoto dla zuchwałych z 1970 z Clintem Eastwoodem, Tellym Savalasem i Donaldem Sutherlandem w rolach głównych.
W połowie lat 80. całkowicie wycofał się z branży filmowej.
Zmarł w wieku 79 lat, w wyniku komplikacji po przebytym zawale serca.

## Filmografia

### Reżyser
- Wild Seed (1965)
- The Pad and How to Use It (1966)
- Sol Madrid (1968)
- Tylko dla orłów (1968)
- Złoto dla zuchwałych (1970)
- X, y i zet (1972)
- Nocne widma (1973)
- Pierwszy śmiertelny grzech (1980)
- Podniebna droga do Chin (1983)

### Aktor
- Pojedynek w Corralu O.K. (1957) jako Rick
- Carnival Rock (1957) jako Stanley
- Król Kreol (1958) jako Sal
- The Big Fisherman (1959) jako Jan Apostoł
- Ostatni pociąg z Gun Hill (1959) jako Lee Smithers
- The Interns (1962) jako dr Joe Parelli